# Christopher Cross
Christopher Cross, właśc. Christopher Charles Geppert (ur. 3 maja 1951 w San Antonio w stanie Teksas w USA) – amerykański wokalista i kompozytor. 
Zdobywca nagród Oskara i Złotego Globu (1981) za piosenkę "Arthur's Theme (Best That You Can Do)" z filmu Artur. W tym samym  roku uzyskał pięć nagród Grammy w kategoriach: Record of the Year, Album of the Year, Song of the Year, Best New Artist i Best Arrangement.

## Dyskografia

### Albumy studyjne
- 1979 – Christopher Cross (Warner Bros.), (Platynowa płyta RIAA)[3]

- 1983 – Another Page (Warner Bros) (Złota płyta RIAA)[3]

- 1985 – Every Turn of the World (Warner Bros.)
- 1988 – Back of My Mind (Warner Bros.)
- 1992 – Rendezvous (CMC)
- 1994 – Window (CMC)
- 1998 – Walking in Avalon (CMC)
- 2000 – Red Room (CMC)
- 2007 – A Christopher Cross Christmas (Edel/Ear)
- 2008 – The Café Carlyle Sessions (Edel/Ear)
- 2010 – Christmas Time Is Here (Edel/Ear)
- 2011 – Doctor Faith (Edel/Ear)
- 2013 – A Night in Paris (Edel/Ear)
- 2014 – Secret Ladder (Christopher Cross Records)
- 2017 – Take Me As I Am (Christopher Cross Records)

### Albumy kompilacyjne
- 1991 – The Best of Christopher Cross (Warner Bros) (również pod nazwą Ride Like The Wind - The Best Of Christopher Cross)
- 2001 – The Definitive Christopher Cross (Warner Bros./Rhino)
- 2002 – The Very Best of Christopher Cross (Warner Bros.)
- 2011 – Crosswords: Very Best of Christopher Cross (101 Distribution)

### Albumy koncertowe
- 1998 – A Night With Christopher Cross - Best Hits Live (Victor, Japonia)
- 1999 – Greatest Hits Live (CMC)
- 2011 – Super Hits (Sbme)

### Ścieżki dźwiękowe
- 1981 – Arthur (Motion picture soundtrack) "Arthur's Theme (Best That You Can Do)"
- 1983 – General Hospital (TV series soundtrack) "Think of Laura"
- 1984 – Official Music of the XXIIIrd Olympia "A Chance For Heaven" (swimming theme)
- 1986 – Nothing In Common (Motion picture soundtrack) "Loving Strangers (David's Theme)"
- 2010 – 30 Rock (TV series soundtrack) "Lemon's Theme"

### Single
- 1980 –  "Ride Like the Wind" (US Billboard Hot 100 #2, US Adult Contemporary #24)[4]
- 1980 –  "Sailing" (US Billboard Hot 100 #1, US Adult Contemporary #10)[4]
- 1980 –  "Never Be the Same" (US Billboard Hot 100 #15, US Adult Contemporary #1)[4]
- 1980 –  "Say You'll Be Mine" (US Billboard Hot 100 #20, US Adult Contemporary #15)[4]
- 1980 –  "Mary Ann" (tylko w Japonii)
- 1981 –  "Arthur's Theme (Best That You Can Do)" (US Billboard Hot 100 #1, US Adult Contemporary #1, Złota płyta RIAA)[2]
- 1983 –  "All Right" (US Billboard Hot 100 #12, US Adult Contemporary #3)[5]
- 1983 –  "No Time for Talk" (US Billboard Hot 100 #33, US Adult Contemporary #10)[5]
- 1983 –  "Think of Laura" (US Billboard Hot 100 #9, US Adult Contemporary #1)[5]
- 1984 –  "A Chance for Heaven" (US Billboard Hot 100 #76, US Adult Contemporary #16)[2]
- 1985 –  "Charm the Snake" (US Billboard Hot 100 #68)[2]
- 1985 –  "Every Turn of the World"
- 1986 –  "Love Is Love (In Any Language)"
- 1986 –  "Loving Strangers" (US Adult Contemporary #27)[2]
- 1988 –  "Swept Away"
- 1988 –  "I Will (Take You Forever)" (Duet z Frances Ruffelle) (US Adult Contemporary #41)
- 1992 –  "In the Blink of an Eye" (tylko w Niemczech)
- 1992 –  "Nothing Will Change" (tylko w Niemczech)
- 1992 –  "Is There Something" (tylko w Niemczech)
- 1994 –  "Been There, Done That" (tylko w Niemczech)
- 1994 –  "Wild, Wild West" (tylko w Niemczech)